# Gustav von Bunge
Gustav von Bunge, född 19 januari 1844 i Dorpat, död 5 november 1920 i Basel, var en rysk (balttysk) läkare; son till Alexander von Bunge.
Gustav von Bunge blev 1882 docent i fysiologi i Dorpat, 1885 professor i Basel, och är framför allt känd genom sina fysiologiskt-kemiska arbeten, i vidare kretsar genom sin kamp mot alkoholismen. Han var anhängare av neovitalismen.